# 日本難抵極
日本距海最遠處
日本難抵極（日语：／），即日本距海最遠處（日语：／），位於長野縣佐久市（原南佐久郡臼田町）。
1996年，茨城縣筑波市「地圖與測量科學館」舉辦暑假相談会，會上有筑波大学学生詢問離海最遠的地方在哪。国土地理院之後展開調查，查出距海最遠處在長野縣佐久市田口字榊山209-1（36°10′35.87″N 138°34′51.35″E / 36.1766306°N 138.5809306°E，標高約1,200米）。
此地点距海岸線的球面距離分別為
- 距静岡縣富士市田子浦港 114.853 km 35°08′41″N 138°41′07″E / 35.144592°N 138.685326°E
- 距新潟縣上越市直江津 114.854 km 37°11′20″N 138°15′29″E / 37.188797°N 138.258099°E
- 距神奈川縣小田原市国府津 114.862 km 35°16′35″N 139°12′26″E / 35.276390°N 139.207153°E
- 距新潟縣糸魚川市梶屋敷 114.866 km 37°03′36″N 137°54′36″E / 37.060128°N 137.909966°E

即距離海岸線大約115km。
此地距市區有10公里，位於標高差（比高）500米的山地上。到達後告知佐久市觀光協会臼田支部，可獲發《日本距海最遠處到達認定証》（日本で一番海から遠い地点到達認定証）。由於已成為旅遊景點，除徒步行山愛好者外，亦有普通人前往參訪。
此地点經長野縣公共嘱託登記土地家屋調査士協会測量後，設置了1級公共基準点。

## 交通
- 最近車站
  - JR東日本小海線臼田站
- 最近交匯處
  - E52 中部横断自動車道佐久臼田交匯處

## 外部連結
- 佐久市役所觀光資訊　日本距海最遠處 （页面存档备份，存于）
- 地理院地圖（電子国土Web） （页面存档备份，存于） - 国土地理院